# 辽宁广播电视台影视剧频道
辽宁广播电视台影视剧频道是辽宁广播电视台运营的一条以电影、电视剧为主的频道，开播于1997年。该频道原为辽宁有线电视台第一套节目，辽宁有线台与辽宁电视台合并后曾使用“社会生活频道”、“影视频道”、“影视娱乐频道”的呼号，2012年改为现呼号。该频道目前可覆盖辽宁全省。2022年3月16日开始，该频道实现高标清同步播出。

## 主要节目
- 《晨风剧场》
- 《家庭剧场》
- 《经典剧场》
- 《独播剧场》
- 《星光剧场》
- 《独家影院》
- 《大海说法》
- 《魔力帮女郎》
- 《娱乐双响炮》（辽宁生活娱乐台节目，全国电台节目）
- 《全民斗地主》
- 《康乐嘉年华》